# Fauste de Borbón-Conti
Fauste de Borbón-Conti (21 de marzo de 1771-6 de junio de 1833) fue un militar francés, hijo ilegítimo de Luis Francisco I, príncipe de Conti.

## Biografía
Fue hijo de la relación extramatrimonial mantenida por su padre, príncipe de sangre francés, con la Marie-Claude Gaucher, conocida como Madame de Brimont. De esta relación nació otro hermano, Félix (1772-1840).
Fue bautizado dos años después de su nacimiento (el 21 de marzo de 1773) con los nombres de François Claude Fauste, en la localidad de Gonneville-la-Mallet. Su padre moriría en 1776, pasando a ser protegidos por el único hijo legítimo y sucesor de este, Luis Francisco II. En su testamento su padre había reconocido la paternidad de ambos hermanos.
Antes de 1815, fue conocido como el caballero de Rémoville (en francés, el chevalier de Rémoville) por el nombre de una tierra que le había sido donada por su padre. También fue llamado el marqués de Rémoville, por esta misma razón.
En 1788 tanto Fauste como su hermano Félix eran alumnos de la Marina del Reino de Francia, bajo la tutela de Charles Louis Clausse.
En cartas de 25 de abril de 1804 y 4 de agosto de 1807, su hermano Luis Francisco reconoce su filiación. Este último moriría en marzo de 1814, unos meses antes de la restauración de la casa de Borbón en el trono de Francia. Una vez restaurado en el trono, Luis XVIII de Francia, por ordenanza real de 17 de noviembre de 1815, reconoció a Fauste como marqués de Borbón-Conti, así como a su hermano Félix el título y nombre de caballero de Borbón-Conti.
Moriría el 6 de junio de 1833, durante la Monarquía de Julio. Fue enterrado en el cementerio de Montparnasse.

### Individuales
1. ↑  Vrignault, Henri (1965). Légitimés de France de la maison de Bourbon de 1594 à 1820 (en francés). la Presqu'ile guérandaise. p. 127. Consultado el 26 de enero de 2024.
2. ↑  «Papiers Rémoville et Hathonville». Archivos Nacionales de Francia (en francés).